# ドルトン・ガスリー
ドルトン・ガスリー（Dalton Guthrie, 1995年12月23日 - ）は、 アメリカ合衆国フロリダ州サラソタ出身のプロ野球選手（ユーティリティープレイヤー）。右投右打。アメリカ独立リーグ・アトランティックリーグのガストニア・ゴーストペッパーズ所属。
メジャーリーグベースボール（MLB）の投手として通算765試合に登板したマーク・ガスリーを父に持つ。

## 経歴

### プロ入り前
2014年のMLBドラフト40巡目（全体1190位）でミネソタ・ツインズから指名されたが、契約せずにフロリダ大学へ進学した。

### フィリーズ時代
2017年のMLBドラフト6巡目（全体173位）でフィラデルフィア・フィリーズから指名され、プロ入り。契約後、傘下のルーキー級ガルフ・コーストリーグ・フィリーズでプロデビュー。9試合に出場して打率.182、1本塁打、3打点、1盗塁を記録した。
2018年はルーキー級ガルフ・コーストリーグ・フィリーズ（イーストとウェスト）とA級レイクウッド・ブルークロウズでプレーし、3球団合計で95試合に出場して打率.241、5本塁打、32打点、3盗塁を記録した。
2019年はA+級クリアウォーター・スレッシャーズでプレーし、88試合に出場して打率.243、4本塁打、22打点、6盗塁を記録した。
2020年は新型コロナウイルスの感染拡大の影響でマイナーリーグの試合が開催されなかったため、公式戦の出場は無かった。
2021年はルーキー級フロリダ・コンプレックスリーグ・フィリーズ、AA級レディング・ファイティン・フィルズ、AAA級リーハイバレー・アイアンピッグスでプレーし、3球団合計で87試合に出場して打率.262、7本塁打、30打点、5盗塁を記録した。
2022年、マイナーではAAA級リーハイバレーでプレーし、92試合に出場して打率.302、10本塁打、52打点、21盗塁を記録した。 9月4日にメジャー契約を結んでアクティブ・ロースター入りし、6日のマイアミ・マーリンズ戦にて「8番・右翼手」で先発出場してメジャーデビュー。この年メジャーでは14試合に出場して打率.333、1本塁打、5打点、1盗塁を記録した。
2023年は開幕からメジャー23試合に出場し、打率.167（24打数4安打）という成績だった。6月19日にDFAとなった。

### ジャイアンツ傘下時代
2023年6月22日に金銭トレードでサンフランシスコ・ジャイアンツに移籍した。AAA級サクラメント・リバーキャッツで9試合に出場して、打率.275、1打点、1盗塁を記録した。7月6日にDFAとなった。

### ブレーブス傘下時代
2023年7月13日にウェイバー公示を経てアトランタ・ブレーブスに移籍した。AAA級グウィネット・ストライパーズで10試合に出場したが、8月4日にDFAとなった。 ウェーバー公示を経て8月6日にマイナー契約を結び直した。オフの11月6日にFAとなった。

### レッドソックス傘下時代
2024年2月7日にボストン・レッドソックスとマイナー契約を結んだ。AAA級ウースター・レッドソックスで51試合に出場し、打率.254、1本塁打、12打点、11盗塁を記録したが、メジャー昇格の機会はなかった。オフの11月4日にFAとなった。

### 独立リーグ時代
2025年4月17日にアトランティックリーグのガストニア・ゴーストペッパーズと契約を結んだ。

## 詳細情報

### 年度別打撃成績
| 年 度    | 球 団    | 試 合 | 打 席 | 打 数 | 得 点 | 安 打 | 二 塁 打 | 三 塁 打 | 本 塁 打 | 塁 打 | 打 点 | 盗 塁 | 盗 塁 死 | 犠 打 | 犠 飛 | 四 球 | 敬 遠 | 死 球 | 三 振 | 併 殺 打 | 打 率 | 出 塁 率 | 長 打 率 | O P S |
| -------- | -------- | ----- | ----- | ----- | ----- | ----- | -------- | -------- | -------- | ----- | ----- | ----- | -------- | ----- | ----- | ----- | ----- | ----- | ----- | -------- | ----- | -------- | -------- | ----- |
| 2022     | PHI      | 14    | 28    | 21    | 3     | 7     | 0        | 0        | 1        | 10    | 5     | 1     | 0        | 0     | 0     | 6     | 0     | 1     | 7     | 0        | .333  | .500     | .476     | .976  |
| MLB：1年 | MLB：1年 | 14    | 28    | 21    | 3     | 7     | 0        | 0        | 1        | 10    | 5     | 1     | 0        | 0     | 0     | 6     | 0     | 1     | 7     | 0        | .333  | .500     | .476     | .976  |

- 2022年度シーズン終了時

### 年度別守備成績
| 年 度 | 球 団 | 二塁（2B） | 二塁（2B） | 二塁（2B） | 二塁（2B） | 二塁（2B） | 二塁（2B） | 三塁（3B） | 三塁（3B） | 三塁（3B） | 三塁（3B） | 三塁（3B） | 三塁（3B） | 右翼（RF） | 右翼（RF） | 右翼（RF） | 右翼（RF） | 右翼（RF） | 右翼（RF） |
| 年 度 | 球 団 | 試 合      | 刺 殺      | 補 殺      | 失 策      | 併 殺      | 守 備 率   | 試 合      | 刺 殺      | 補 殺      | 失 策      | 併 殺      | 守 備 率   | 試 合      | 刺 殺      | 補 殺      | 失 策      | 併 殺      | 守 備 率   |
| ----- | ----- | ---------- | ---------- | ---------- | ---------- | ---------- | ---------- | ---------- | ---------- | ---------- | ---------- | ---------- | ---------- | ---------- | ---------- | ---------- | ---------- | ---------- | ---------- |
| 2022  | PHI   | 1          | 1          | 1          | 0          | 1          | 1.000      | 1          | 0          | 3          | 0          | 1          | 1.000      | 12         | 14         | 0          | 0          | 0          | 1.000      |
| 通算  | 通算  | 1          | 1          | 1          | 0          | 1          | 1.000      | 1          | 0          | 3          | 0          | 1          | 1.000      | 12         | 14         | 0          | 0          | 0          | 1.000      |

- 2022年度シーズン終了時

### 背番号
- 18（2022年 - 2023年）